# Chai (viticulture)
Pour les articles homonymes, voir Chai.

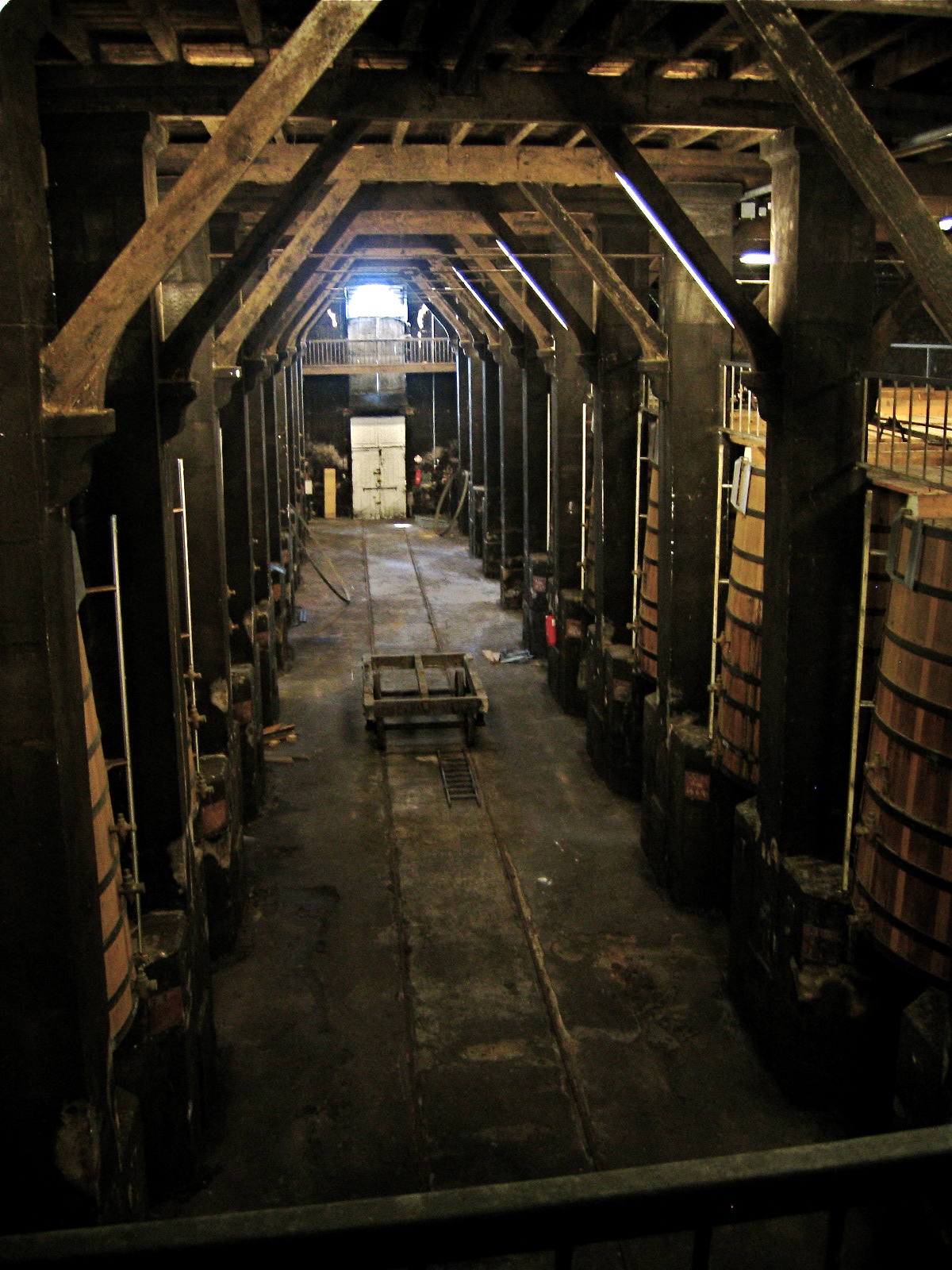
Chais cathédrale JG Monnet à Cognac (1838-2004).

En viticulture, le chai est le lieu où se déroule la vinification (fabrication et élevage).

## Fonction

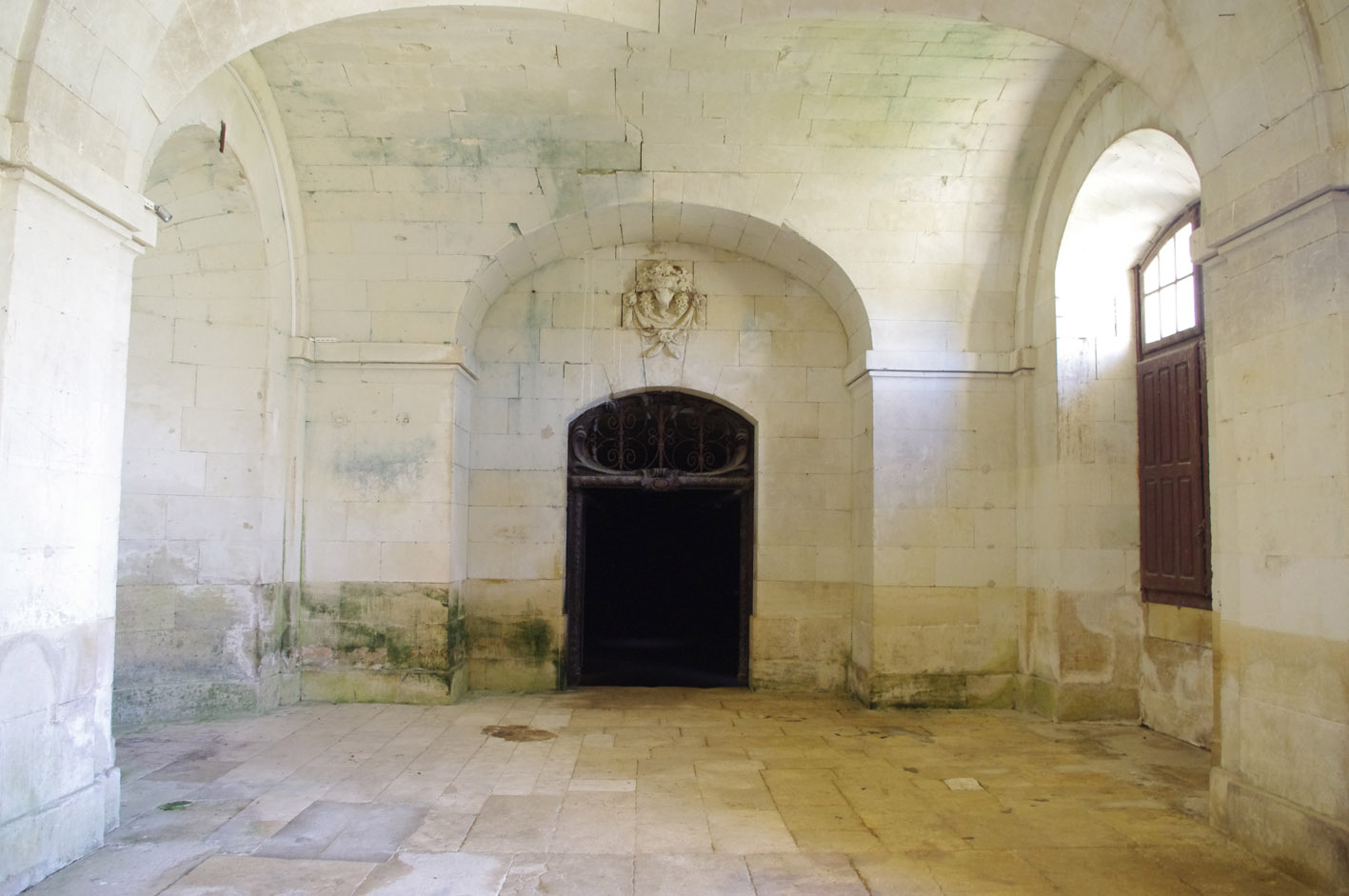
Chai (XVIIe siècle) du château de Richelieu, Indre-et-Loire, avec l'entrée des caves.

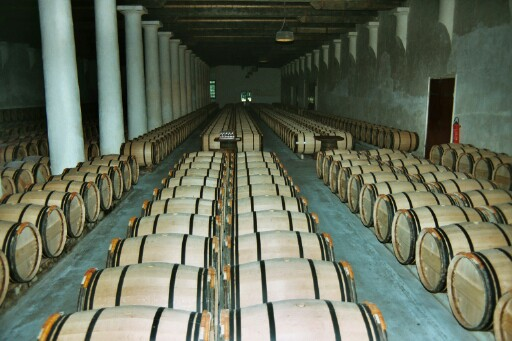
Château Margaux.

Le terme, d'origine celtique, est aussi utilisé pour indiquer le lieu où sont conservés en tonneaux (tonnelets, fûts, barils, etc.) les vins ou les eaux-de-vie. Par extension, on l’utilise même pour le lieu où sont emmagasinées des bouteilles de vin ou d’alcool. Il s’agit alors d’une cave à vin s'il est situé en partie ou en totalité en dessous du niveau du sol ou d’un cellier s'il est au niveau du sol.
Cette fonction d'édifice où se trouvent réunies toutes les étapes de la production vinicole a imposé aux architectes du monde entier des normes à respecter. Dans chaque pays viticole européen, l'originalité des constructions était restée bien apparente. Décoration, style, richesse de l'ornementation se surajoutaient à la simplicité des formes pour afficher une certaine prospérité surtout pour les grandes propriétés viticoles (villas toscanes, bodegas espagnoles, châteaux du Bordelais ou wineries du Nouveau Monde).

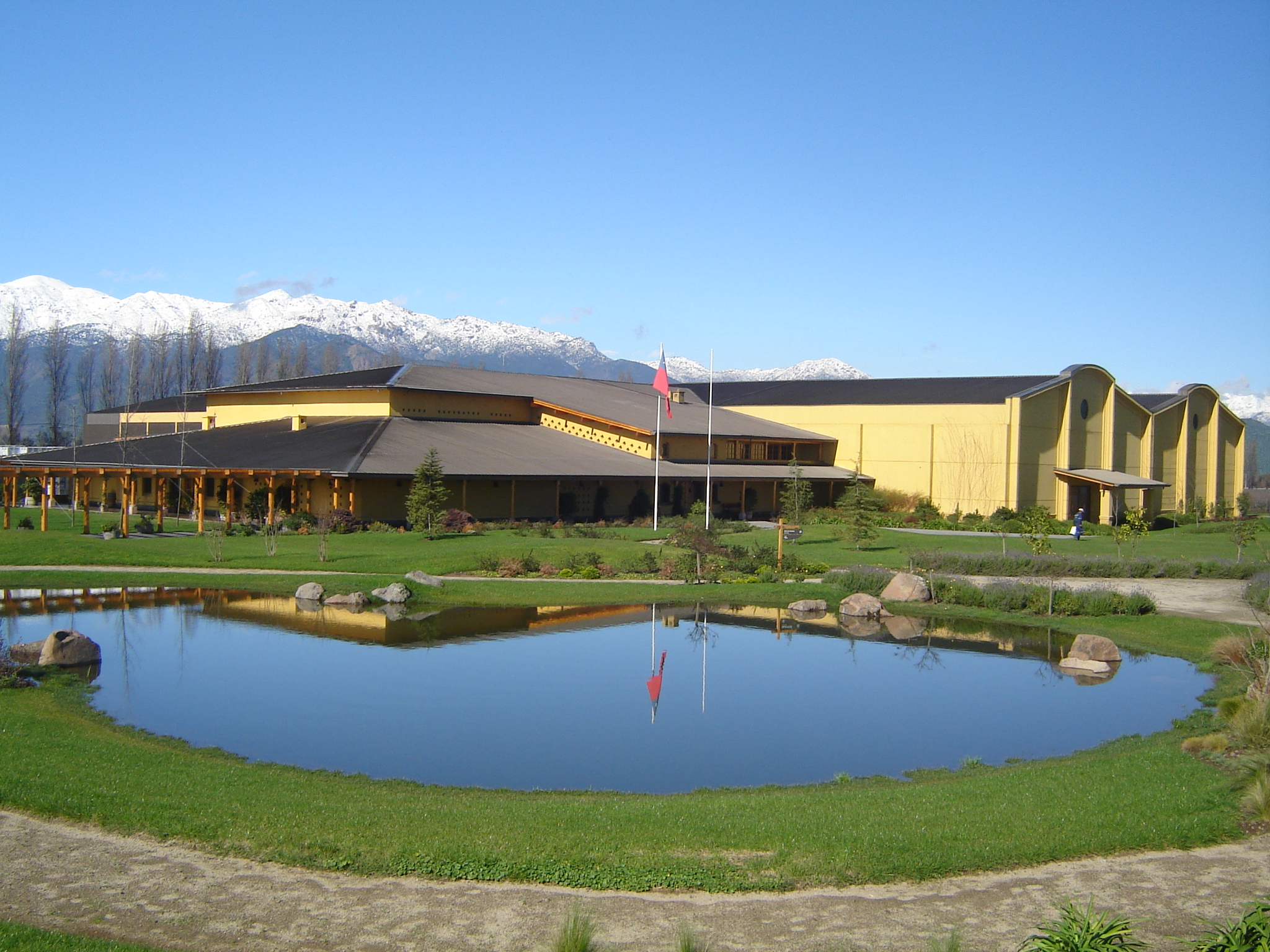
Bodega Anakena au Chili.

Puis une Nouvelle École a proposé « une typologie architecturale aussi actuelle que stimulante » grâce au soutien des producteurs qui n'ont pas hésité à proposer à leur clientèle « une image certes originale, mais toujours très attentive à l'enracinement dans un terroir et aux traditions agricoles ».
La modernisation des techniques vinicoles a permis d'associer la création architecturale et la création vinicole en privilégiant les meilleures conditions de vinification où les cuveries ont trouvé place dans de grands volumes souvent spectaculaires. Ce type d'architecture se retrouve aussi bien en France qu'en Californie, en Italie, en Espagne, en Argentine, au Chili, en Nouvelle-Zélande ou en Australie.

## Architecture
Dans le cadre du développement de l'œnotourisme au niveau mondial, de nouveaux types de chais sont apparus dans les vignobles. « Ces chais de conception récente, dessinés par des architectes en étroite collaboration avec des vignerons » tranchent avec les chais de tradition empirique (grange, hangar ou hall d'usine) et ceux des chais de châteaux historiques.
Cette nouvelle orientation architecturale renouvelle des traditions profondément enracinées. À la vieille cave succède un bâtiment « promettant abri et hospitalité, gîte et couvert », qui s'inscrit dans le charme d'un cadre bucolique, qui doit tout au paysage et au terroir viticole. On est passé du mythe à la réalité comme l'atteste le film Sideways, qui en fait l'apologie, ou le film Mondovino qui « traite du même sujet, mais sur le mode de l'antiphrase ».

Restauration dans les chais modernes
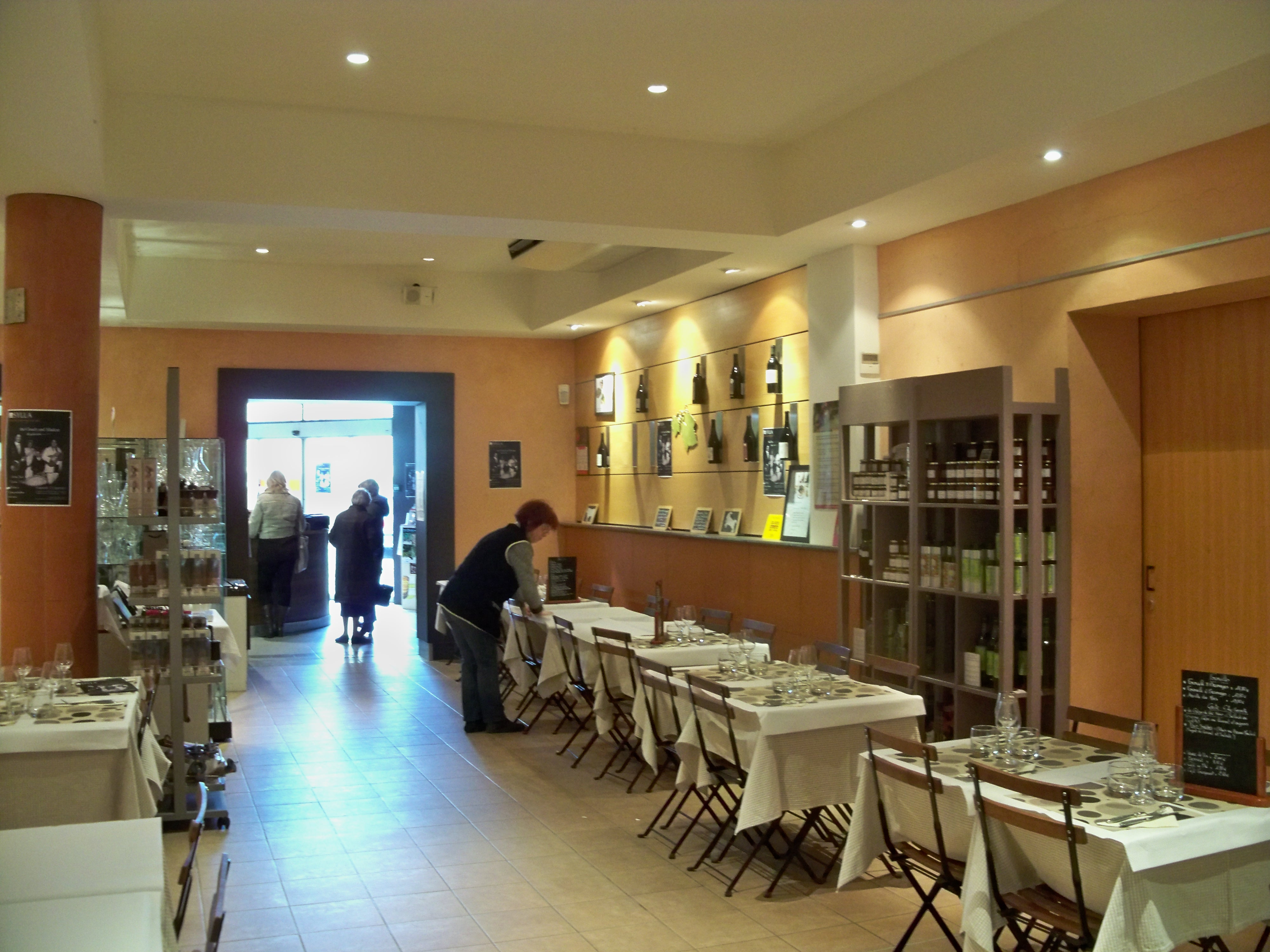
Restaurant de la cave Les Vins de Sylla à Apt.
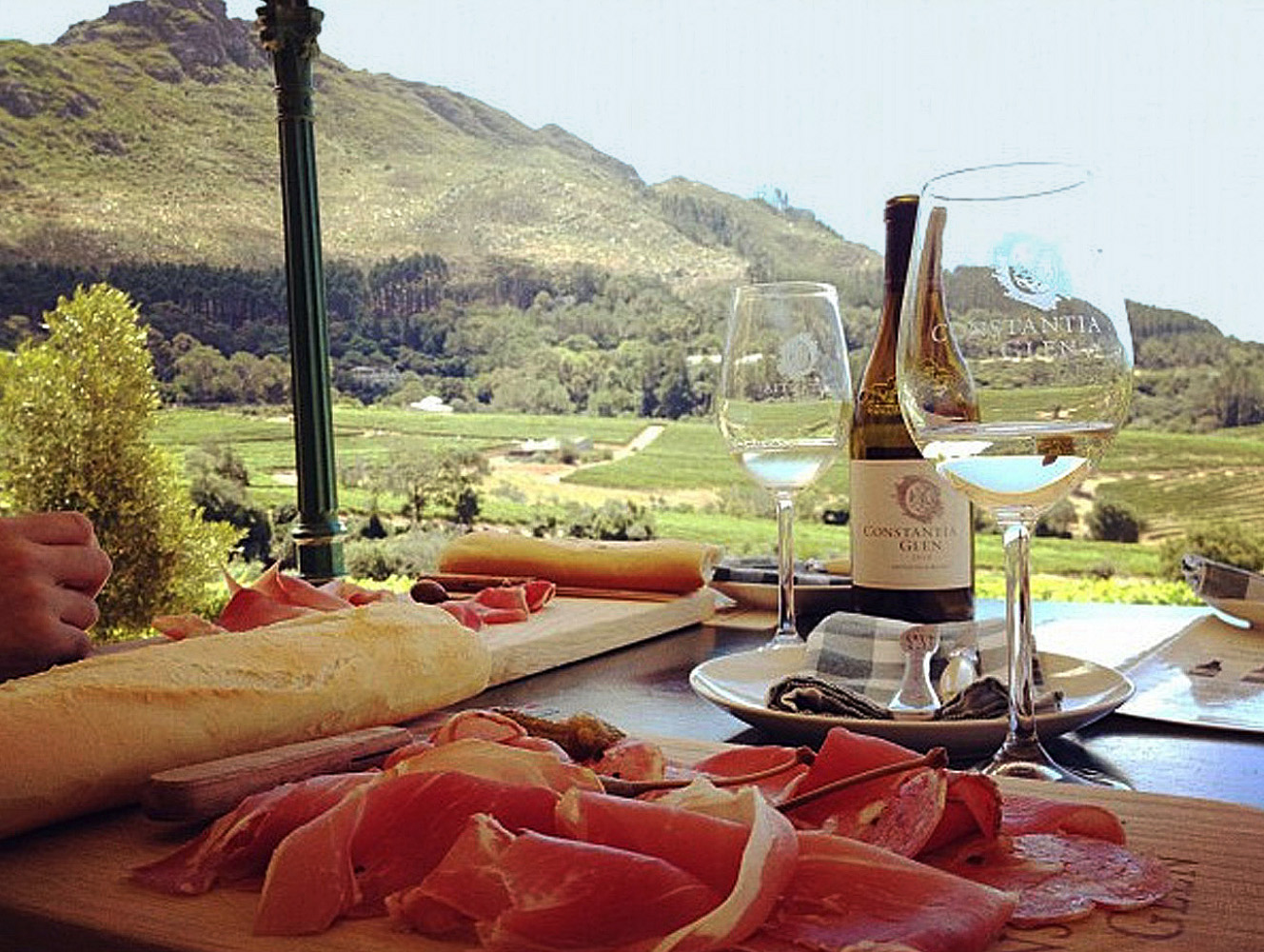
Cave vinicole de Constantia Glen (Afrique du Sud) et son restaurant.
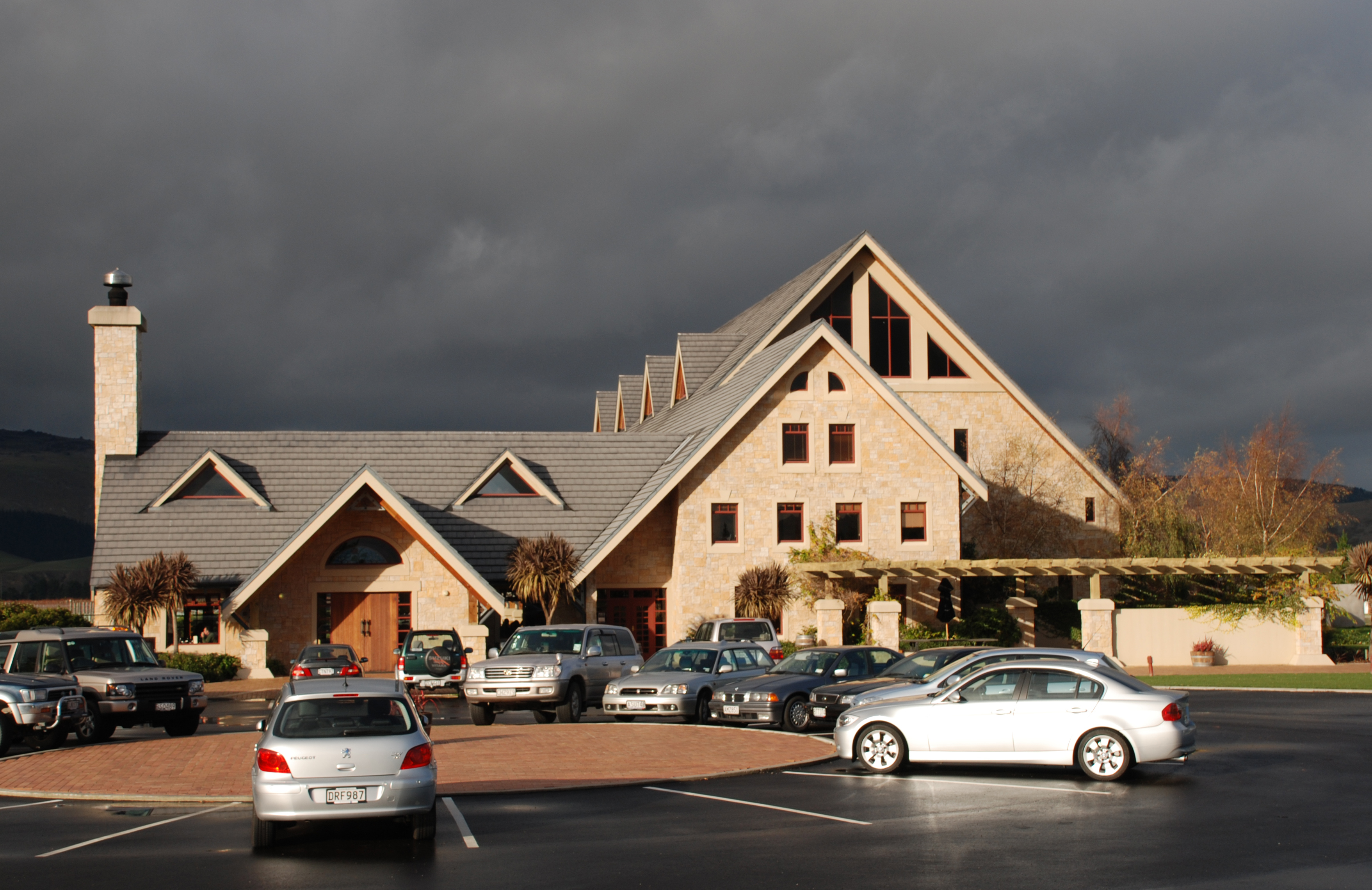
Restaurant de la Mud House Winery, à Waipara dans la région de Canterbury.

Dans ce nouveau schéma architectural qui s'inscrit au cœur du vignoble, c'est l'image du vin qui évolue, mêlant d'un côté les sensations physiques (goûts, odeurs, atmosphère) et de l'autre « les mots et ce qu'ils disent de nous et de la chose ».
Cette manière pour les viticulteurs de mettre en avant une nouvelle image à leurs vins se retrouve dans les vignobles du monde entier. Et l'architecture est là pour souligner les efforts vers la qualité même pour des réalisations architecturales de petite taille. Manière de faire et de dire qui colle parfaitement à l'évolution des comportements des consommateurs pour lesquels le vin est devenu la marque d'un certain style de vie. 

L'architecture porteuse d'une nouvelle image du vin
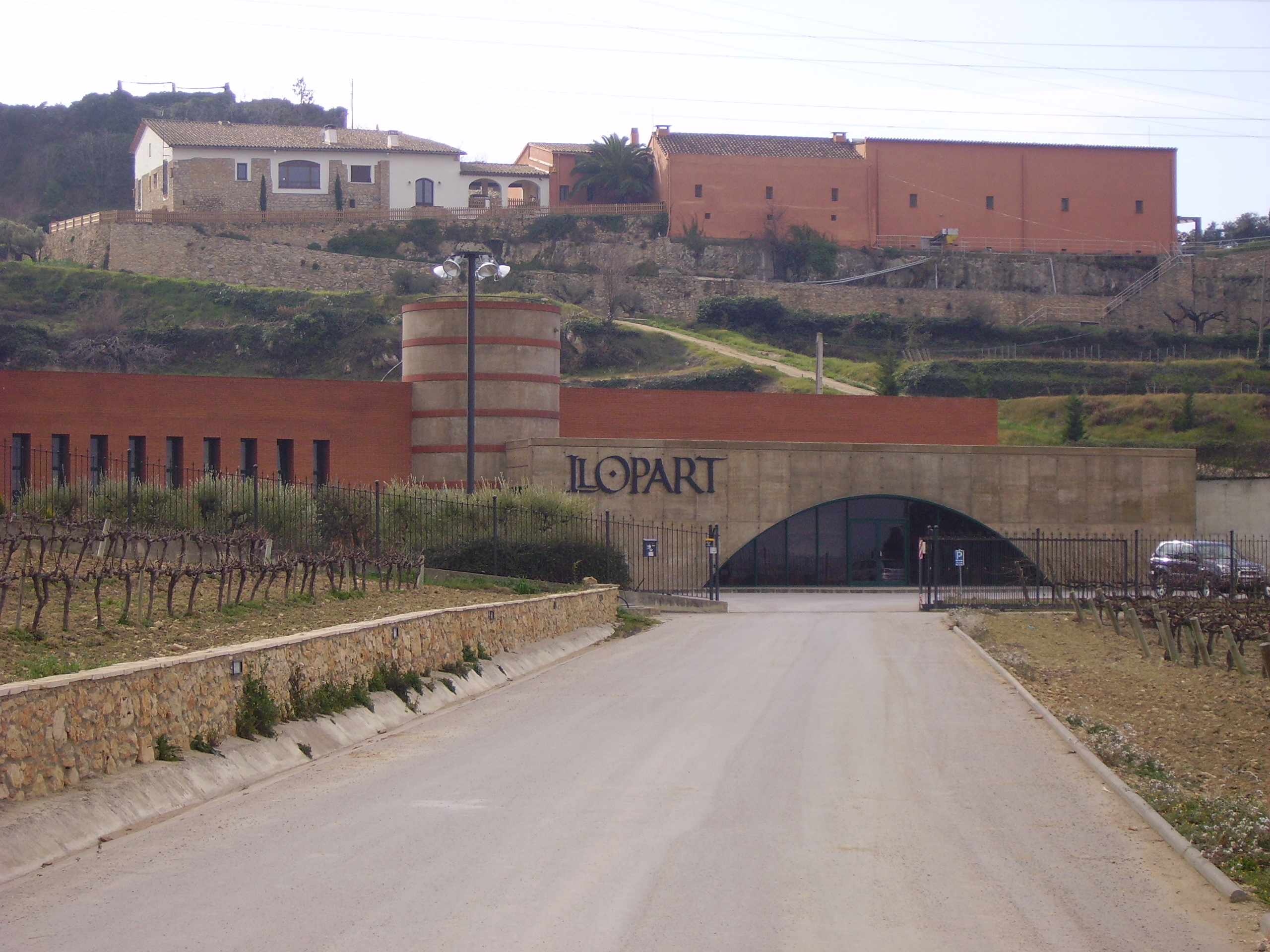
Cave Llopart à Subirats.
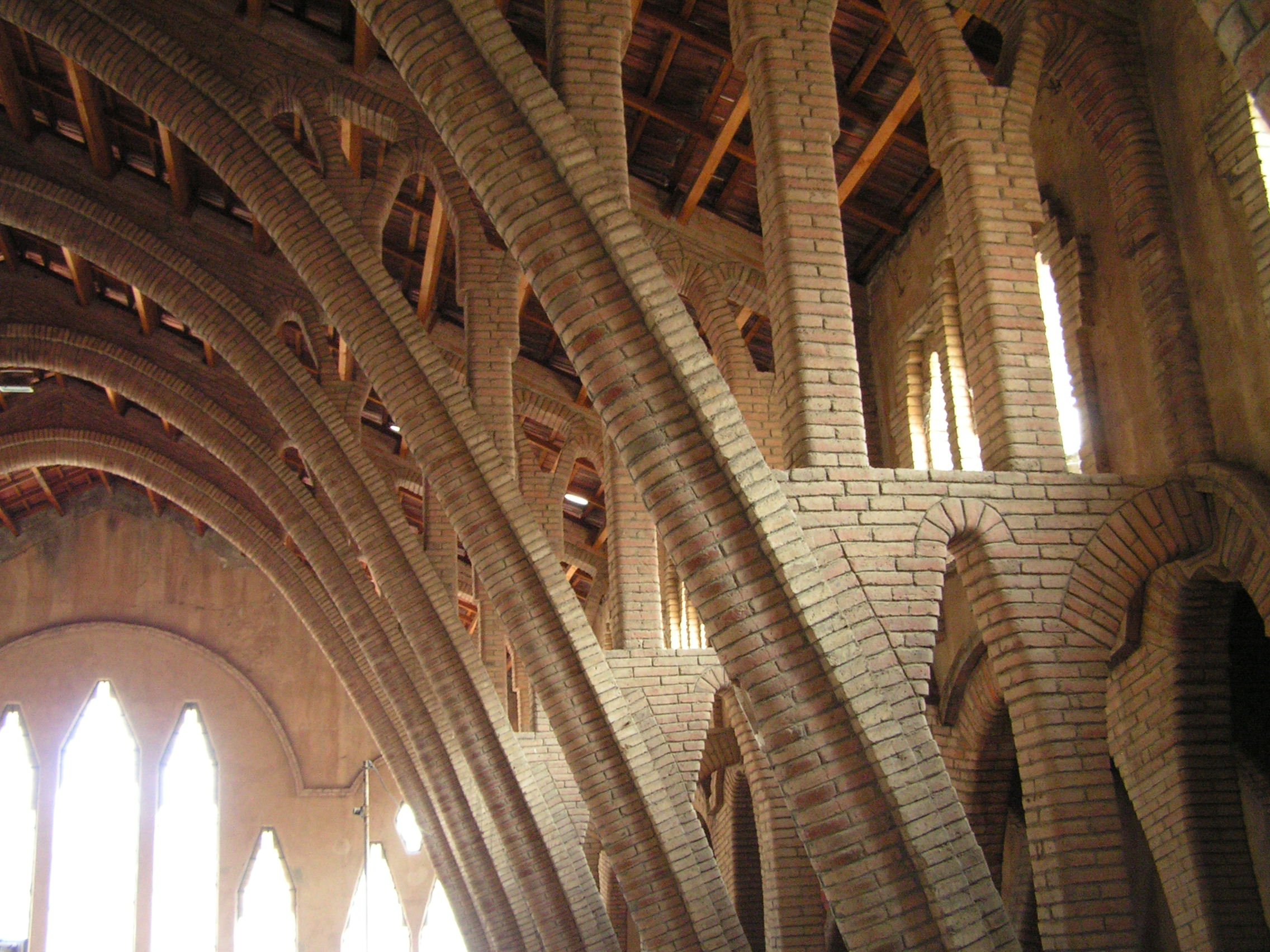
Coopérative de El Pinell de Brai.
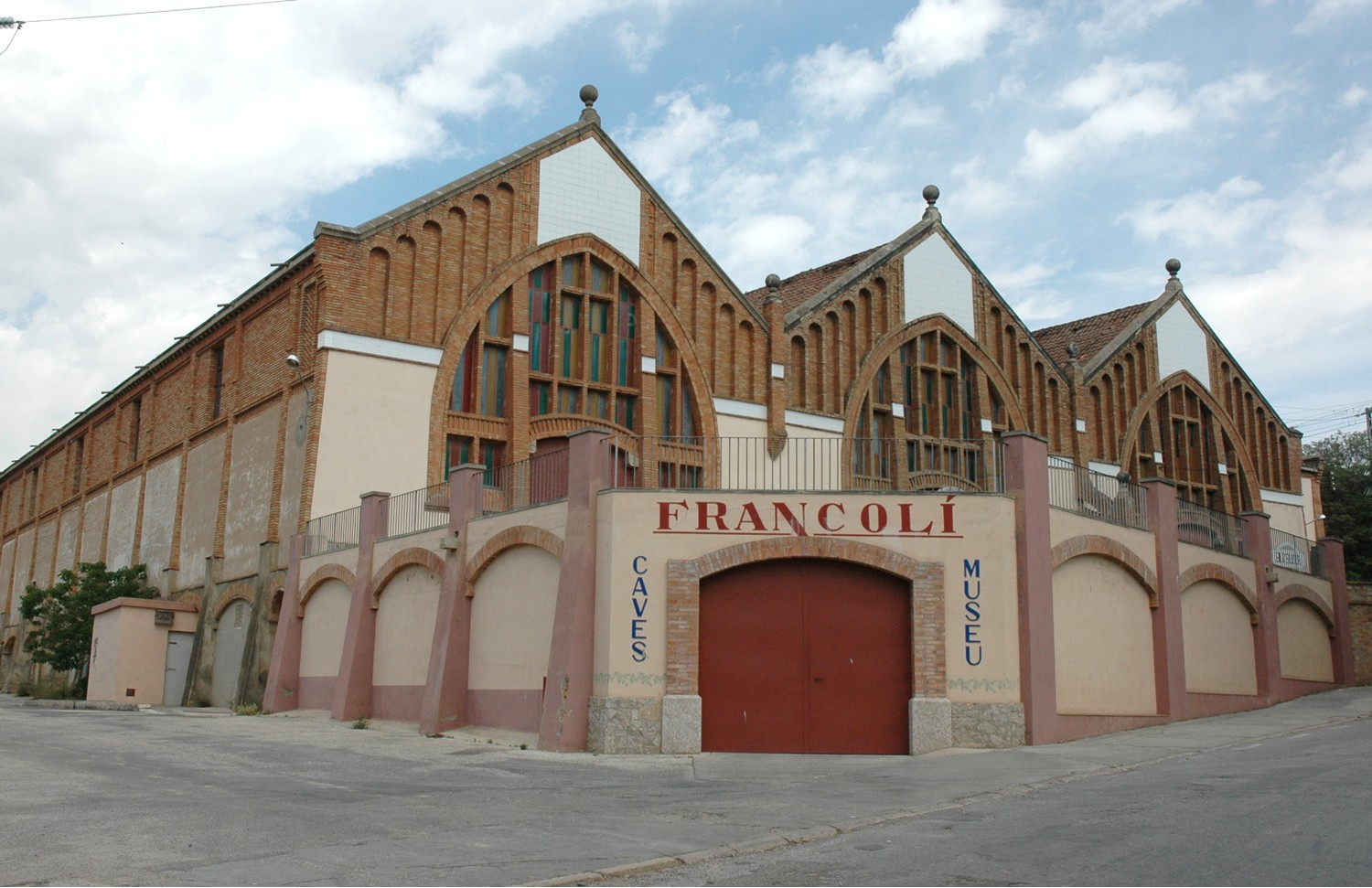
Cave coopérative de L'Espluga de Francolí.
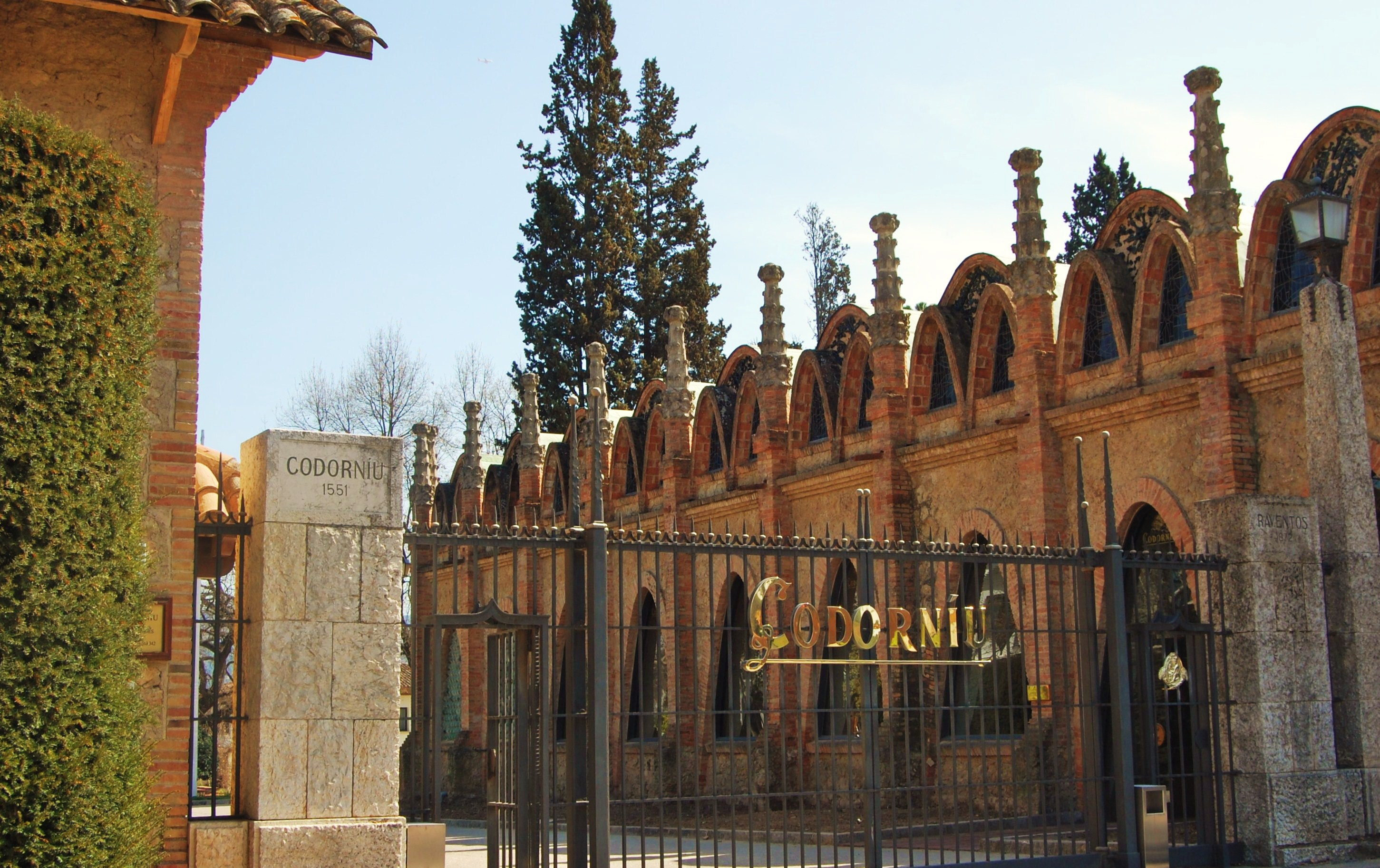
Caves Codorniu Sant Sadurní d'Anoia.

Ce phénomène a pris racine en Espagne où, dès la fin du XIXe siècle des architectes catalans comme César Martinell i Brunet, Josep Puig i Cadafalch, Lluis Domenech i Montaner et Antonio Gaudí ont inauguré un style propre aux chais de vinification. Leur mérite, et celui de leurs successeurs, a été d'attirer l'attention des amateurs et des connaisseurs, sur le lien entre modernité et amélioration de la qualité d'un vin.

Modernité des chais synonyme de qualité des vins
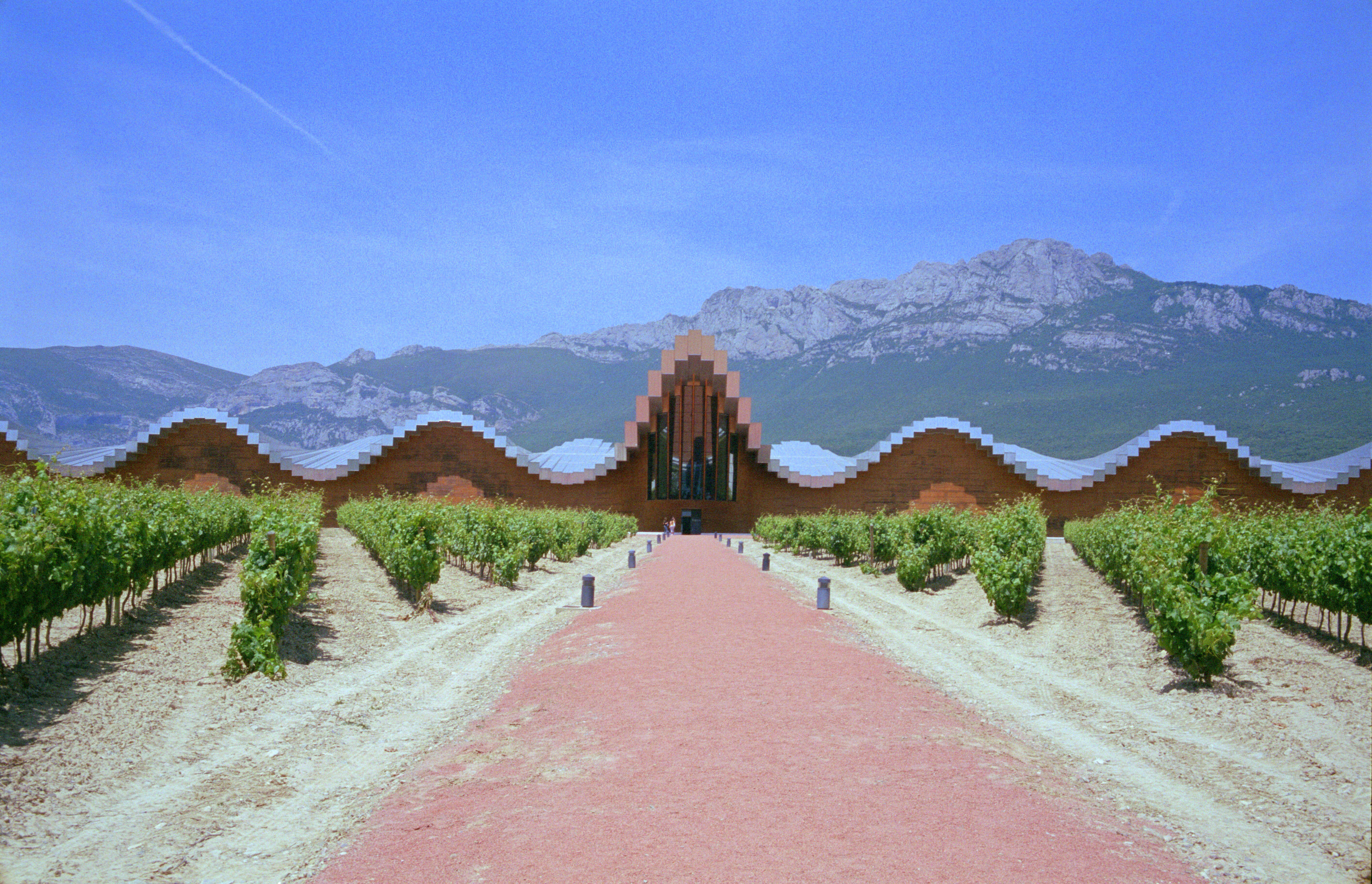
Bodegas Ysios (es) en Rioja.
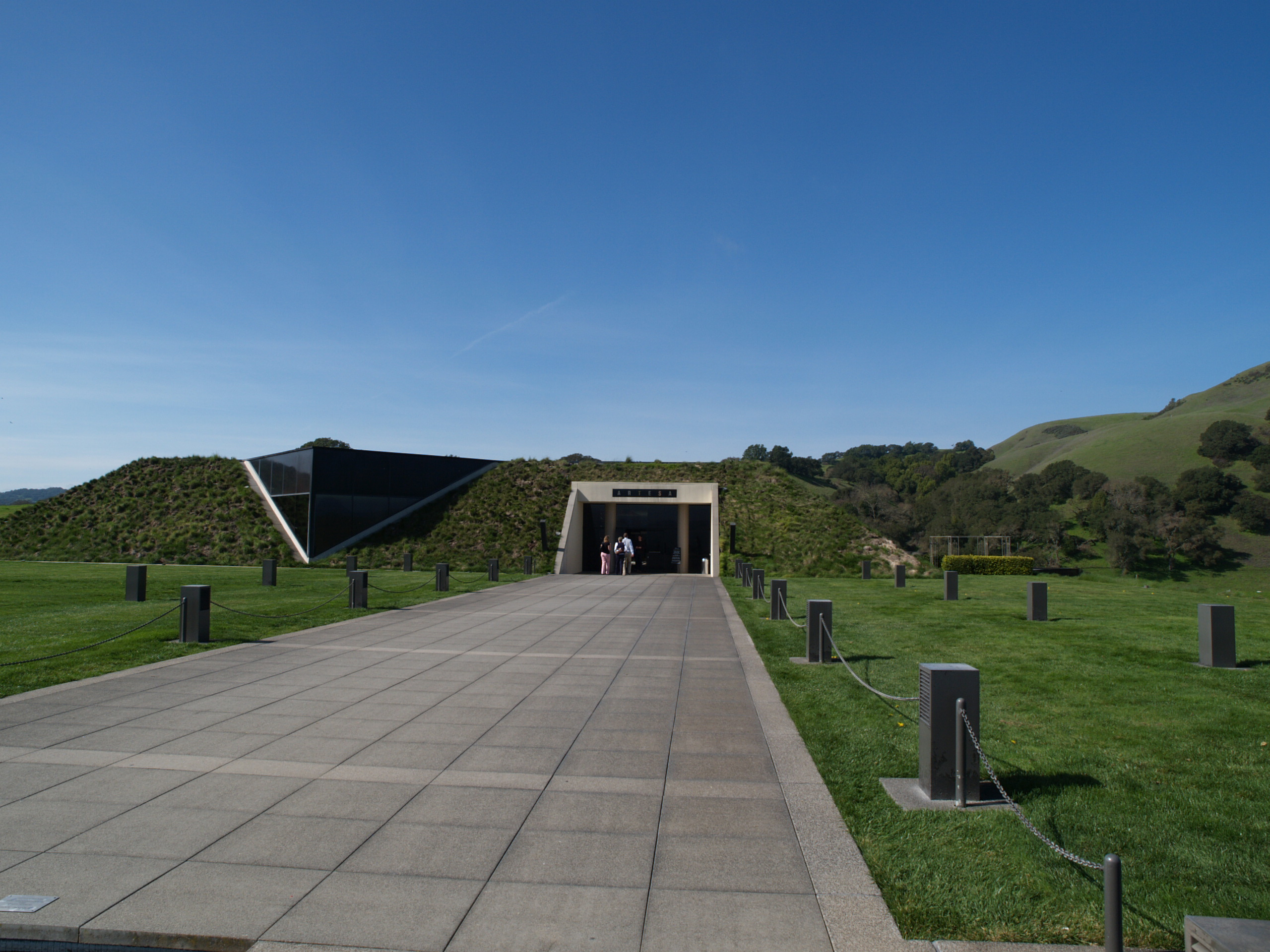
Cave Artesa (en) à Napa Valley.
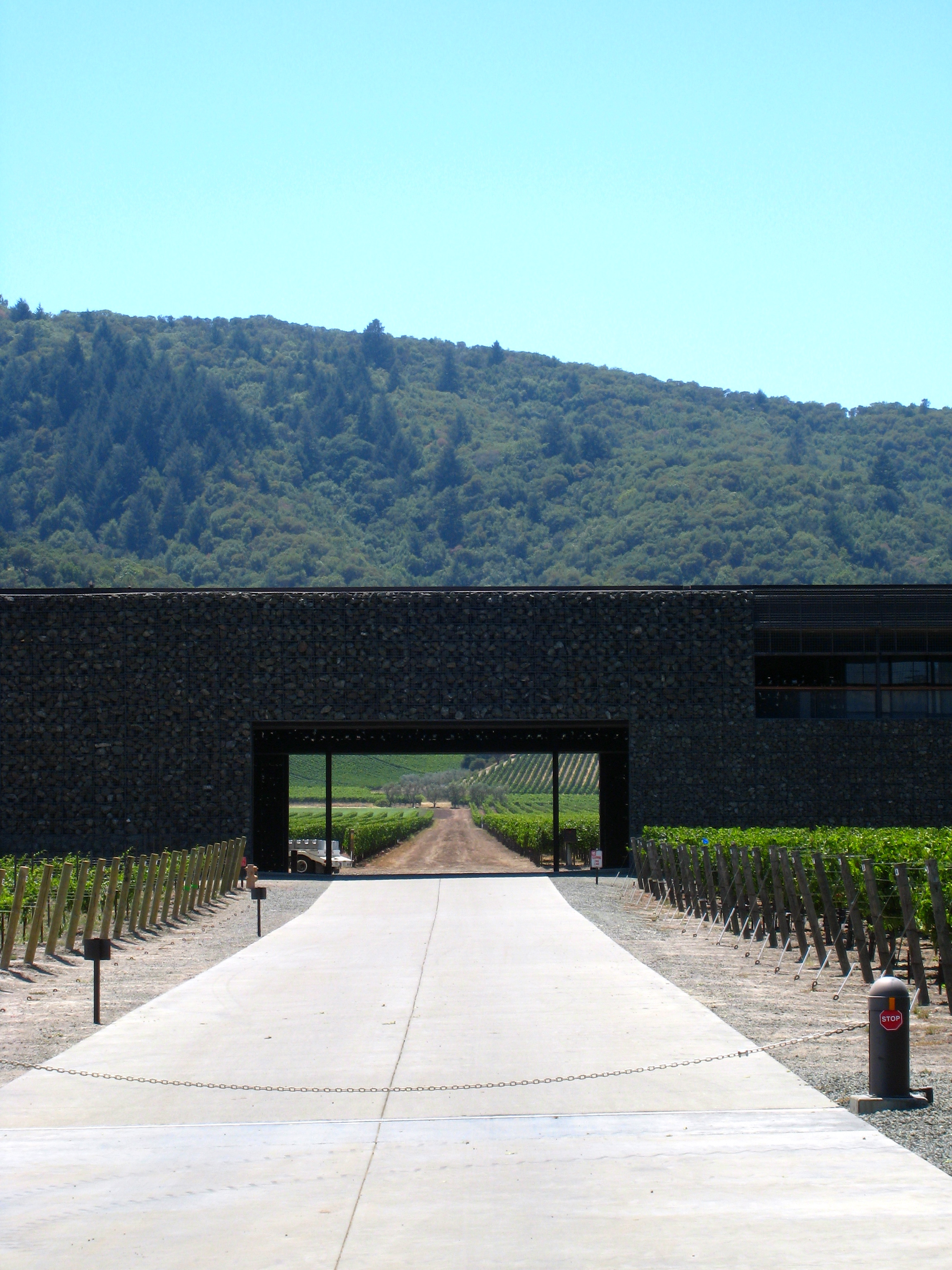
Cave Dominus (en) à Napa Valley.
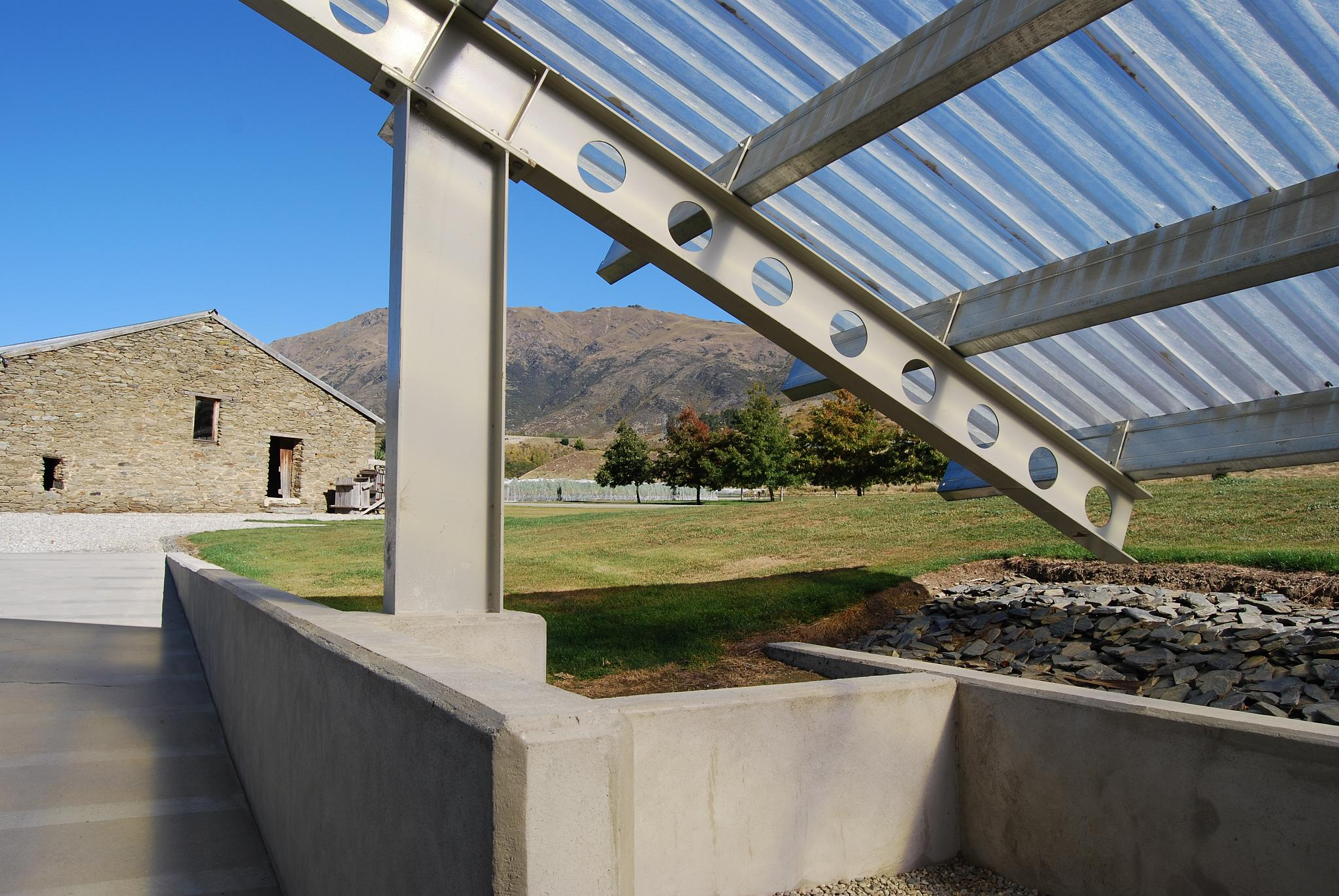
Cave Peregrine en Nouvelle-Zélande.

Ce type d'architecture n'est pas neutre. Un vin de château incarnait des traditions séculaires. La mondialisation du vin « a fait du chai un enjeu majeur du développement des vignobles ». Devenu à la fois lieu culturel, de production, de vente et de tourisme, sa conception engage toutes les ressources de l'architecture.
À l'heure où les techniques œnologiques pourraient prendre le pas sur le terroir viticole, l'architecture des chais doit mettre en valeur la vinification et l'élevage des vins, tout en établissant in situ, la relation étroite du vignoble avec son lieu de production. « C'est pourquoi la conception d'un chai porte plus qu'aucun autre projet la question du rapport à la fois physique et symbolique de l'architecture à son environnement. »

Le chai devient un atout majeur du développement dans un marché planétaire en expansion. Plus que jamais vitrine de son vignoble, sa conception et sa fonction sont radicalement nouvelles. Force est de constater que la mise en valeur architecturale d'un lieu de vinification devient aussi importante que le vin qui y est produit et mis en marché.

L'art dans les chais
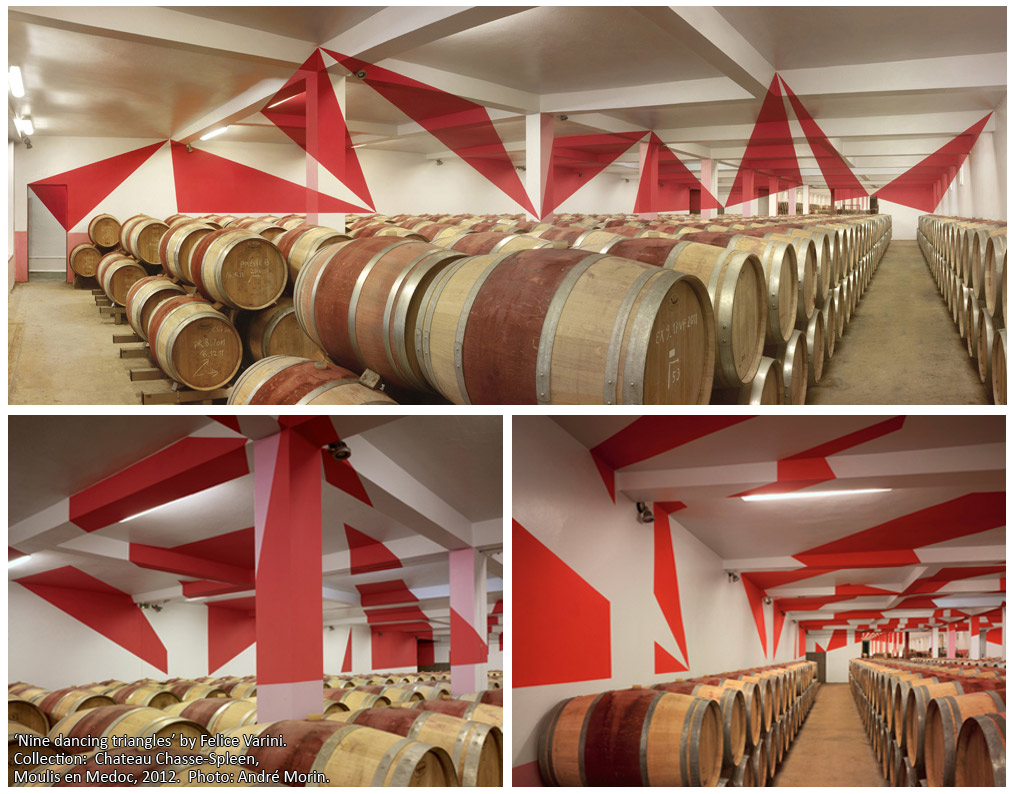
Chais du château Chasse-Spleen, avec l'anamorphose de Felice Varini.

## Maître de chai

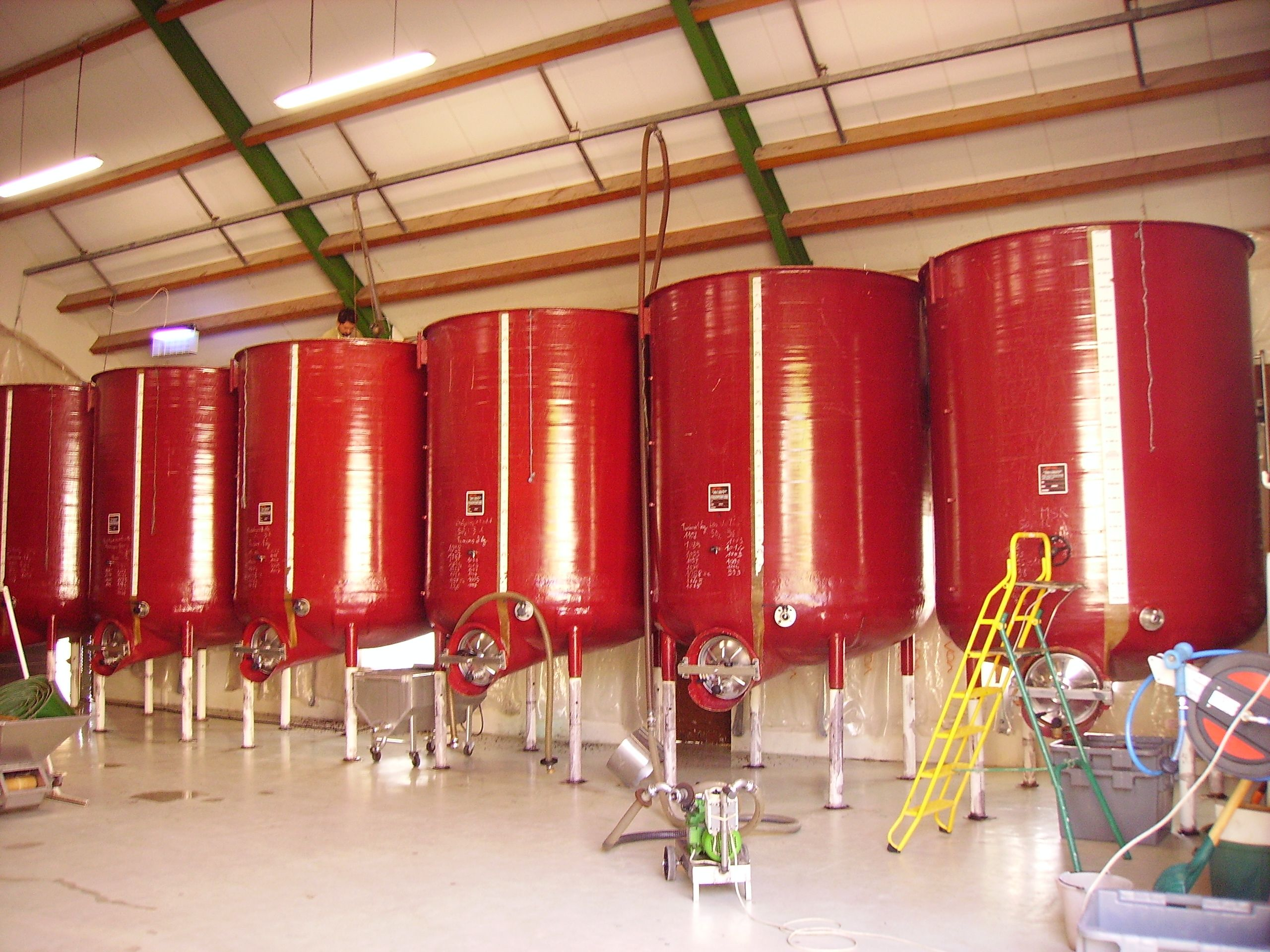
Maître de chai mélangeant le « chapeau » de marc au jus de raisin noir par pompage.

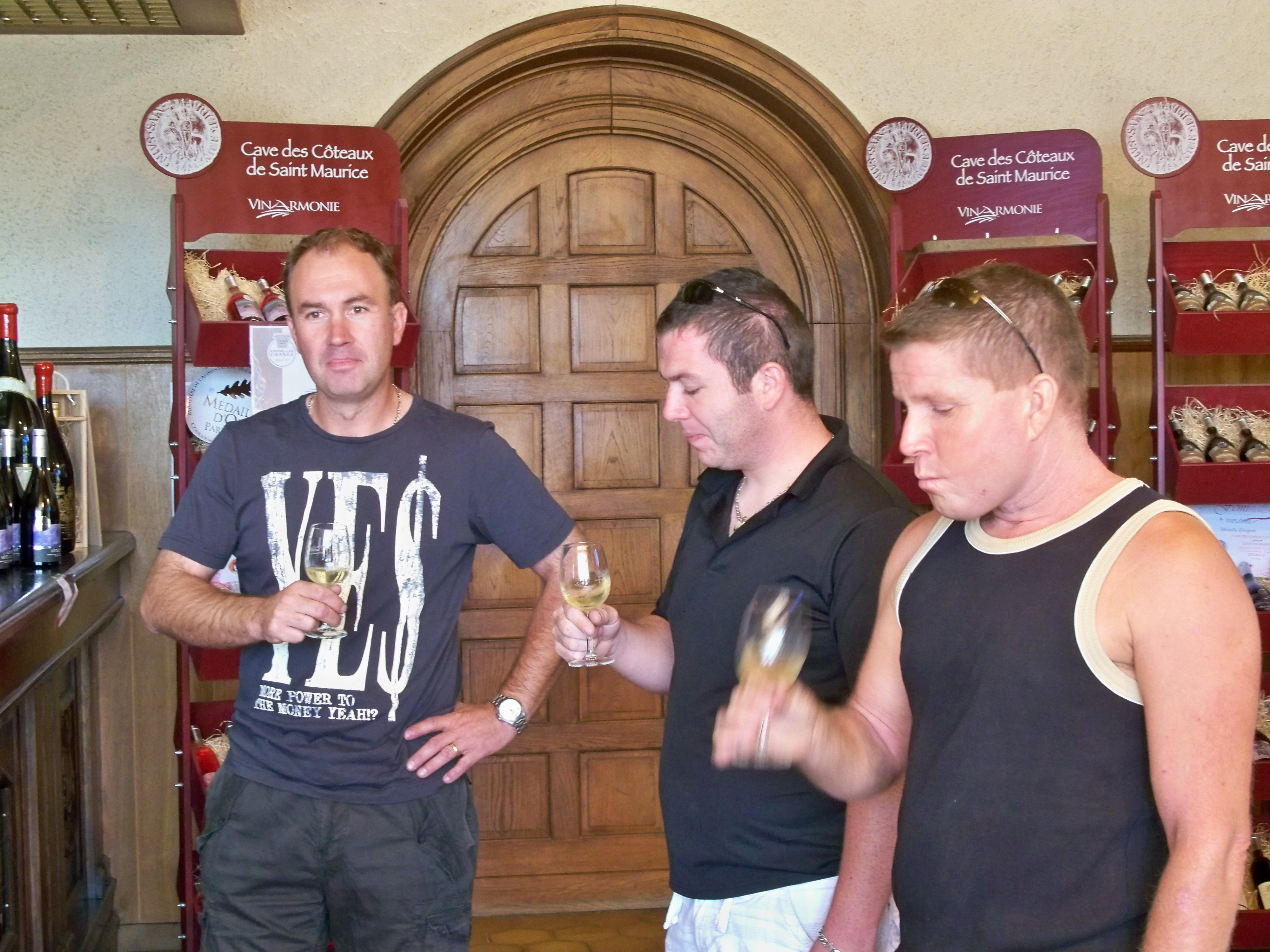
Dégustation entre maître de chai et cavistes.

Le maître de chai est la personne responsable de l'élaboration et de l'élevage du vin. Par extension, c’est la personne chargée de la gestion d’un chai. En France, l’accès à ce métier est subordonné à l’obtention d’un BTSA Viticulture œnologie ou un DNO (diplôme national d’œnologie).
Le maître de chai travaille en collaboration avec l’œnologue de la cave au cours des fermentations. Excellent dégustateur, il élabore les différentes cuvées et décide de la mise en bouteilles. De plus, il a l'entière responsabilité de l’organisation du chai (normes d’hygiène, gestion des stocks, déclaration administrative). Dans les grandes exploitations, il est amené à diriger une équipe de cavistes. Très souvent, son expérience lui permet d'accéder à un poste de directeur technique et d'assurer des fonctions d'encadrement.
La profession est aujourd'hui représentée par les hommes comme par les femmes. Pierrette Trichet a été la première femme maître de chai à Cognac, au sein de la maison Rémy Martin en 2003.

## Dégustation sur le lieu de vente

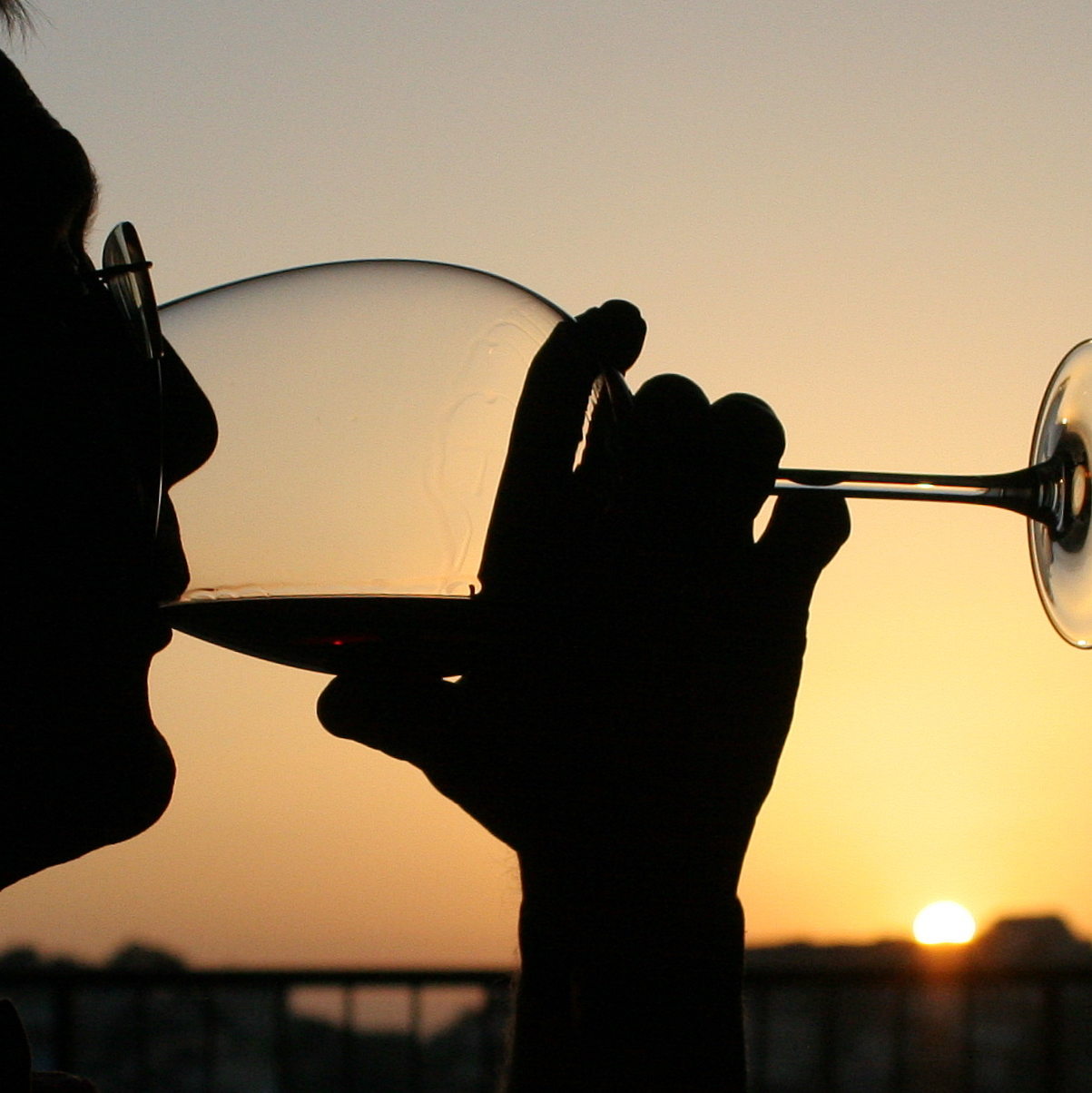
Dégustation dans des verres de qualité.

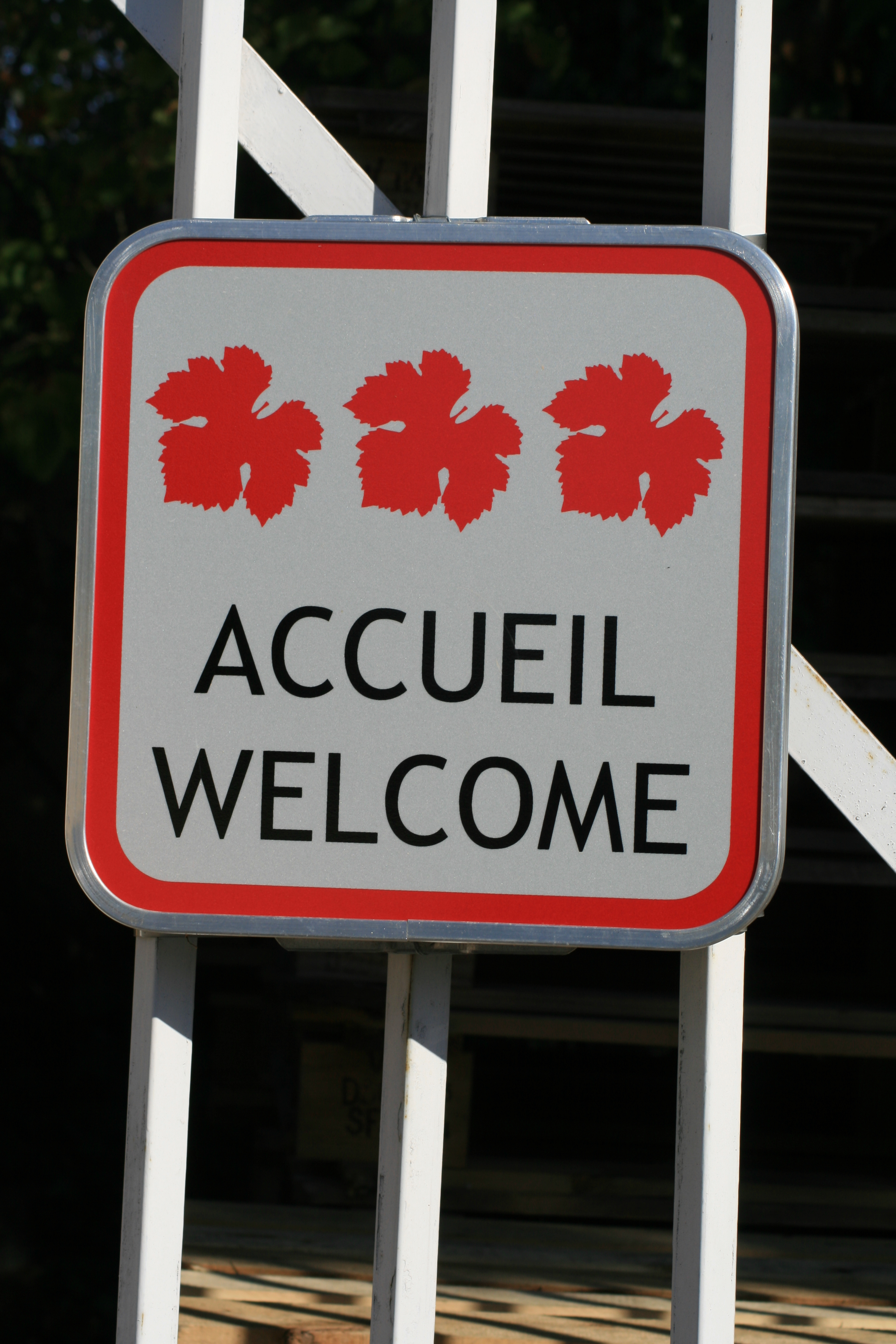
Cave proposant un accueil d'excellence à Châteauneuf-du-Pape.

Des centaines de caveaux de dégustation existent dans chaque région d'appellation à partir des chais qui y consacrent une partie de leurs locaux. En France, une charte de qualité a été mise en place dans la vallée du Rhône pour l'ensemble des vignobles par Inter Rhône. Elle propose trois catégories différentes d'accueil en fonction des prestations offertes par les caves.
La première — dite accueil de qualité — définit les conditions de cet accueil. Un panneau à l'entrée doit signaler que celui-ci est adhérent à la charte. Ce qui exige que ses abords soient en parfait état et entretenus et qu'il dispose d'un parking proche. L'intérieur du caveau doit disposer d'un sanitaire et d'un point d'eau, les visiteurs peuvent s'asseoir et ils ont de plus l'assurance que locaux et ensemble du matériel utilisé sont d'une propreté irréprochable (sols, table de dégustation, crachoirs, verres).
L'achat de vin à l'issue de la dégustation n'est jamais obligatoire. Celle-ci s'est faite dans des verres de qualité (minimum INAO). Les vins ont été servis à température idéale et les enfants se sont vu proposer des jus de fruit ou des jus de raisin. Outre l'affichage de ses horaires et des permanences, le caveau dispose de fiches techniques sur les vins, affiche les prix et offre des brochures touristiques sur l'appellation.

Dégustation dans le caveau d'un chai de la vallée du Rhône
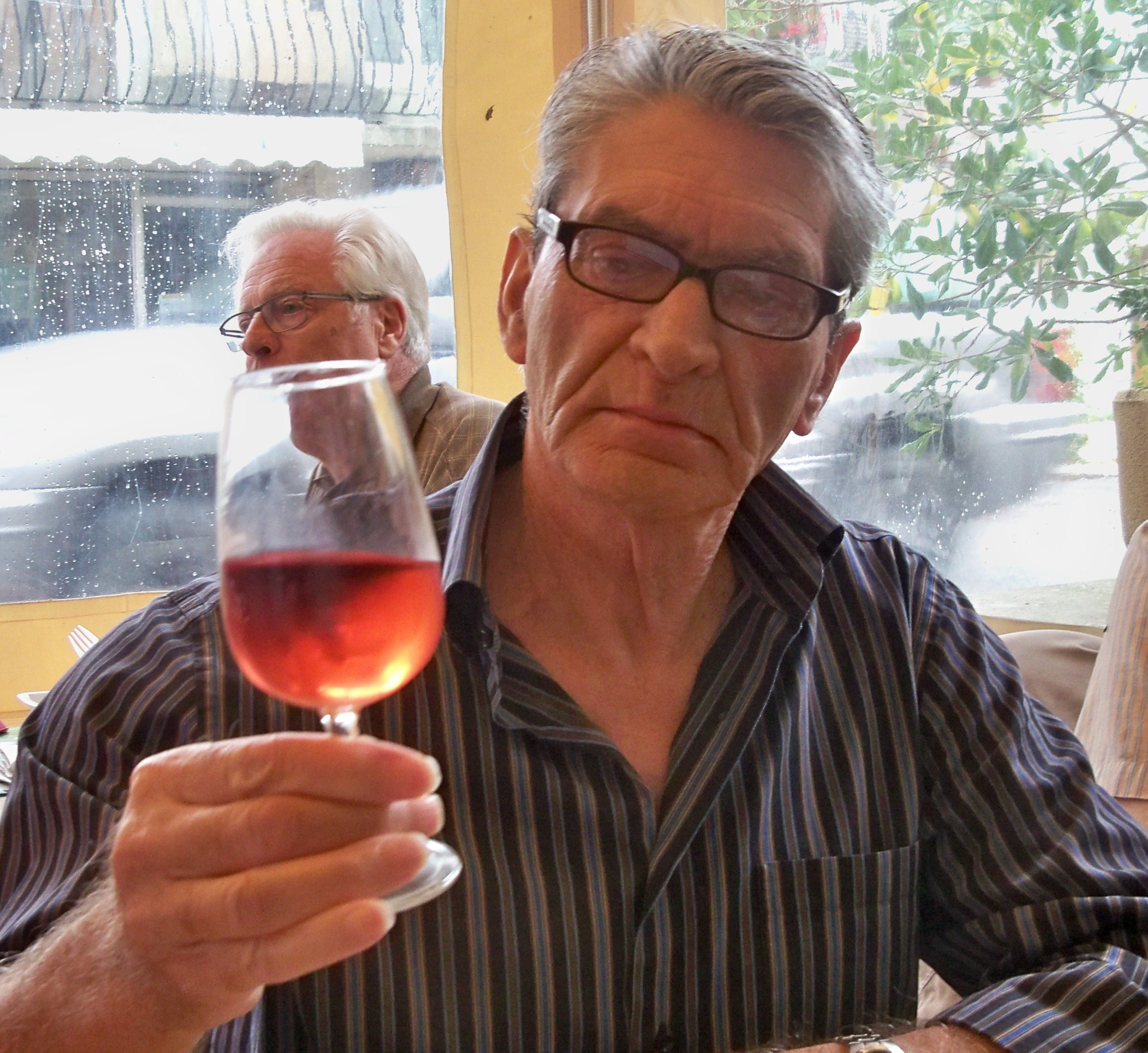
Mirer Sensations visuelles.
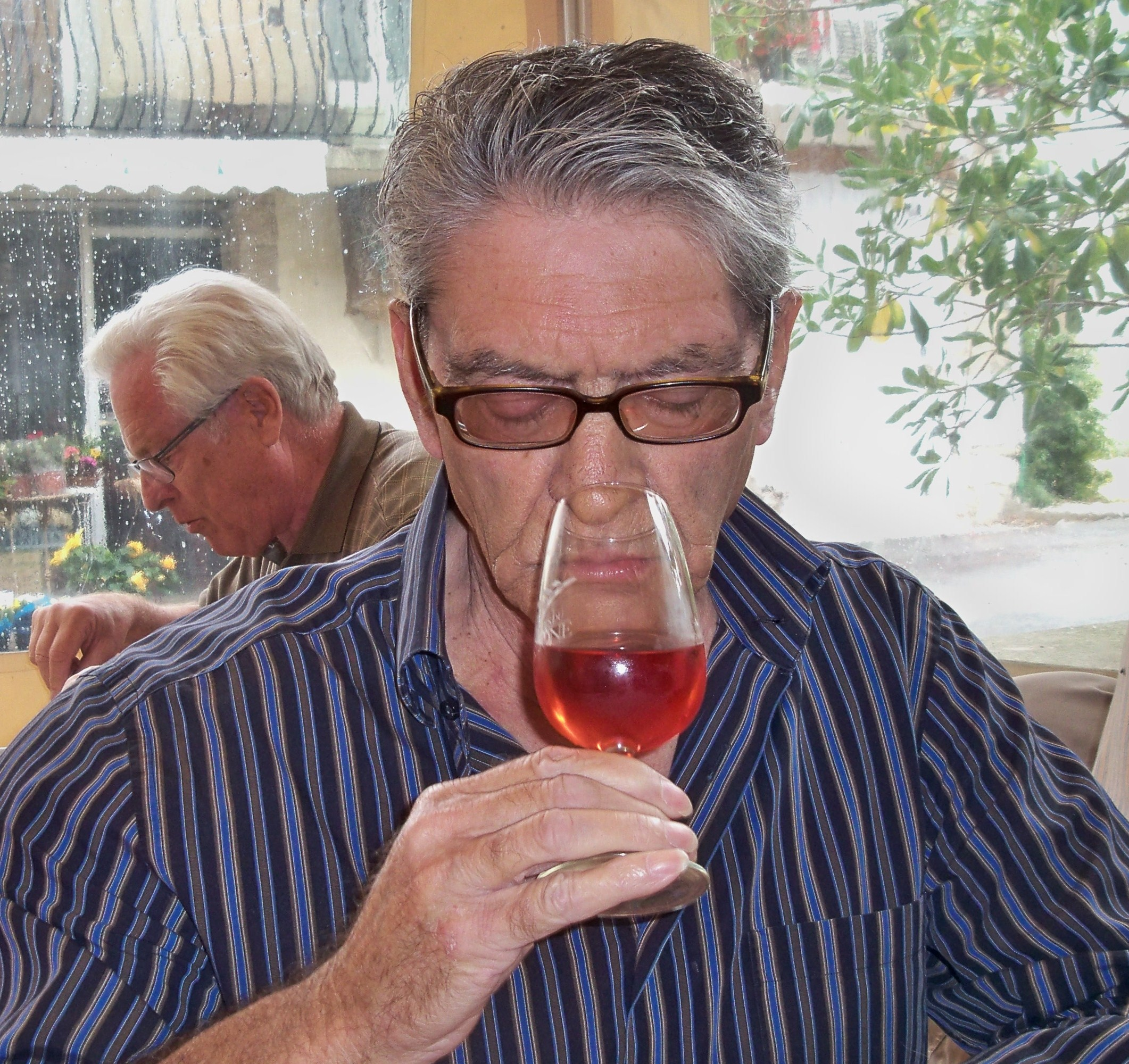
Humer Sensations olfactives.
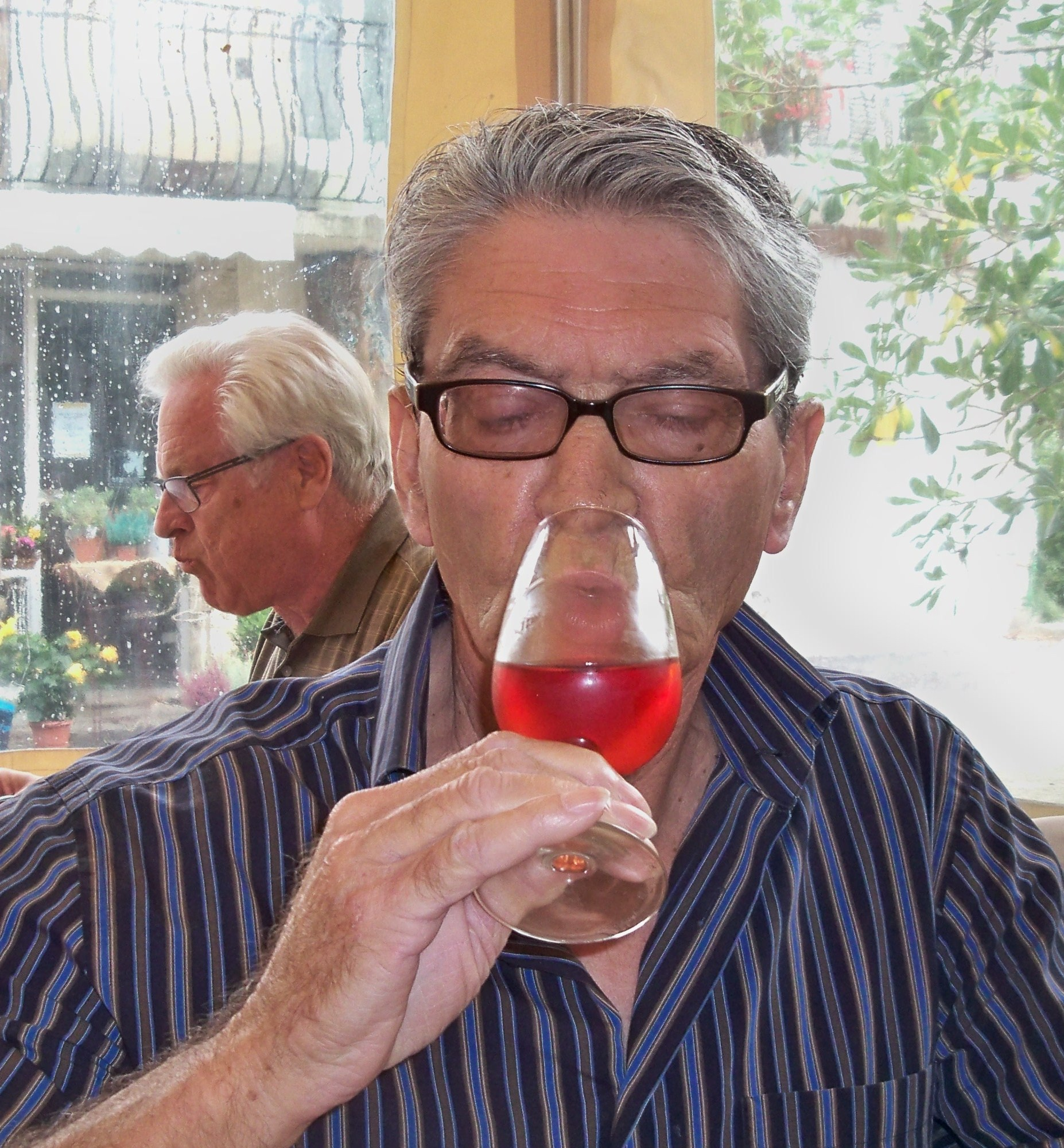
Lamper Sensations gustatives.

La deuxième — dite accueil de service — précise que le caveau est ouvert cinq jours sur sept toute l'année et six jours sur sept de juin à septembre. La dégustation se fait dans des verres cristallins voire en cristal. Accessible aux personnes à mobilité réduite, il est chauffé l'hiver et frais l'été, de plus il dispose d'un éclairage satisfaisant (néons interdits). Sa décoration est en relation avec la vigne et le vin, une carte de l'appellation est affichée. Il dispose d'un site web et fournit à sa clientèle des informations sur la gastronomie et les produits agroalimentaires locaux, les lieux touristiques et les autres caveaux adhérant à la charte. De plus, les fiches techniques sur les vins proposés sont disponibles en anglais.

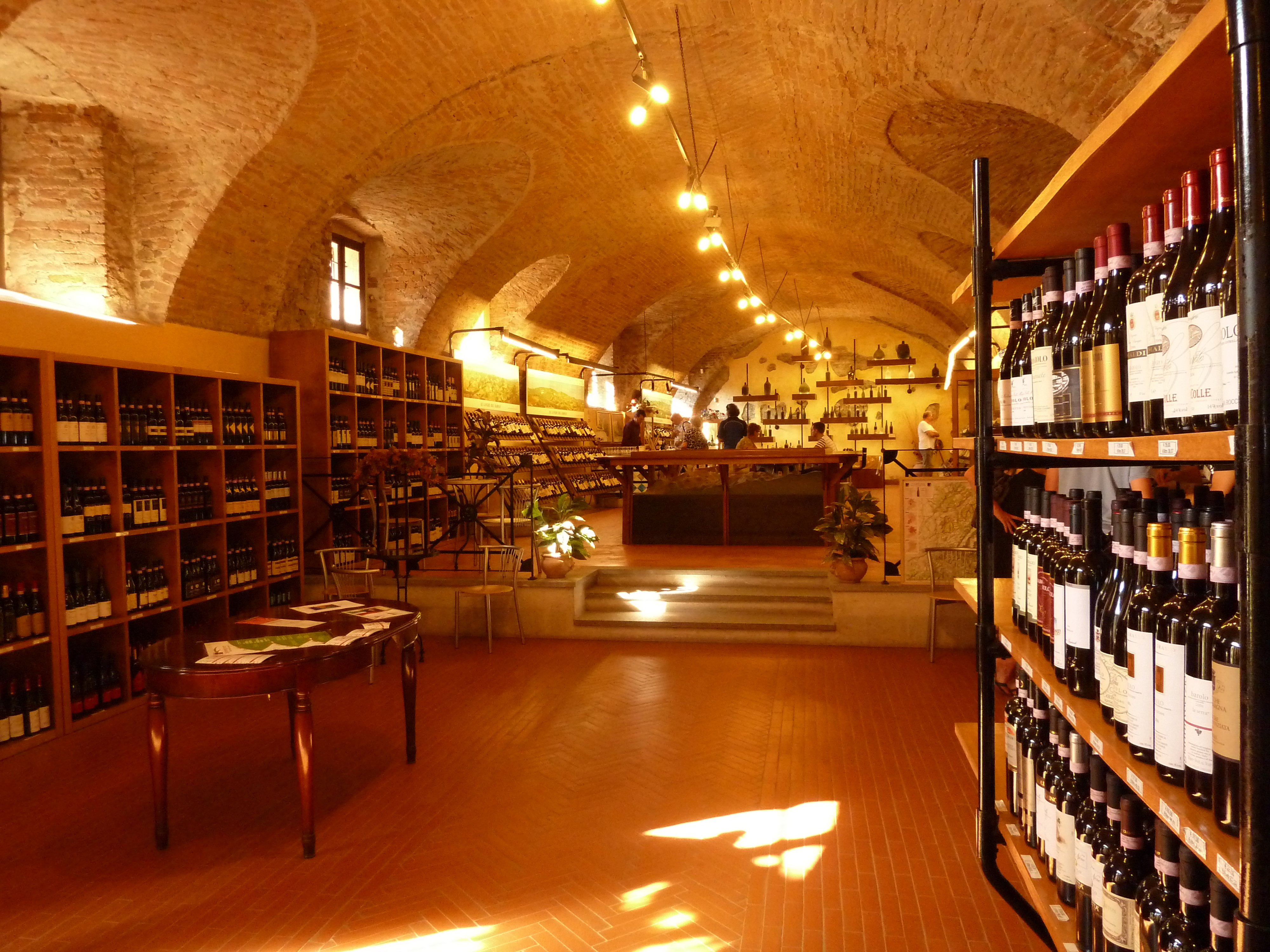
Œnothèque régionale du barolo.

La troisième — dite accueil d'excellence — propose d'autres services dont la mise en relation avec d'autres caveaux, la réservation de restaurants ou d'hébergements. Le caveau assure l'expédition en France pour un minimum de vingt-quatre bouteilles. Il dispose d'un site web en version anglaise et le personnel d'accueil parle au moins l'anglais.
Une œnothèque est un lieu consacré à la vente et à la dégustation des vins locaux ou régionaux. Ce concept a pris naissance en Italie puis s'est également étendu à d'autres pays. Elle s'adresse principalement aux visiteurs et aux touristes en leur offrant la possibilité de déguster des vins à prix raisonnable et de les acheter. Elle est le plus souvent liée aux producteurs ou à leur organisation mais peut l'être à un office de tourisme de la région de production ce qui la différencie des caveaux de dégustation. Généralement, l'œnothèque ne dispose que de petites quantités de chaque vin, et la clientèle qui souhaite acheter plus est dirigée vers le producteur. Dans certains cas, elle commercialise également d'autres produits alimentaires locaux et sert de petites collations pour accompagner la dégustation.

## Gestion des effluents vinicoles
La gestion de l'eau et son recyclage pour limiter l'impact de ses rejets sur l'environnement et le réseau hydrographique, surtout pendant la période des vendanges, est une obligation pour les caves de vinification.
En France, cette gestion est structurée autour de six bassins hydrographiques : Loire-Bretagne, Artois-Picardie, Seine-Normandie, Rhin-Meuse, Rhône-Méditerranée-Corse et Adour-Garonne. Les maîtres d'œuvre sont les agences de l'eau. Elles perçoivent une redevance pollution de la part des chais vinicoles, producteurs d'effluents. Celle-ci est évaluée forfaitairement entre 0,4 et 1,2 €/hectolitre produit annuellement. Lorsqu'un dispositif d'épuration est mis en place par un chai, l'agence de l'eau lui verse une prime.
Sachant que le volume d'eau nécessaire à la production d'un hectolitre de vin se situe entre 30 et 250 litres, la limitation des effluents passe par une conception plus rationnelle des chais (écoulement, matériaux facilement lavables) et la limitation des pertes (détection des fuites, dispositif d'arrêt automatique). De plus, la récupération des bourbes et des lies permet leur valorisation en distillerie, de même celle des tartres qui est recyclée pour récupérer l'acide tartrique. Enfin chaque chai possède un bac de décantation qui lui permet d'éliminer les résidus grossiers.